# Infitah
Als Infitah (arabisch انفتاح, DMG ʾInfitāḥ ‚Öffnung‘) bezeichnete der ägyptische Präsident Anwar Sadat seine Politik der Öffnung gegenüber Israel und die Öffnung der Wirtschaft für Privatunternehmen ab 1975. Diese Politik korrespondierte mit einem Bedeutungsverlust der öffentlichen Hand und einer Stärkung der Privatwirtschaft, nachdem Anfang der 1970er-Jahre Stimmen laut wurden, die eine Sowjetisierung in Ägypten zu erkennen vermochten.
Diese Politik war unter anderem eine Folge des Jom-Kippur-Krieges zwischen Israel und Ägypten 1973 und umfasste auch die Anerkennung Israels als eigenständiger Staat und die Zulassung privater Investitionen. Die Ausrichtung gen Israel und dem Westen (insbesondere den Vereinigten Staaten) sollte laut Sadat zu einem höheren Wohlstandsniveau in der ägyptischen Bevölkerung führen. Als Folge dieser Politik verlor Ägypten jedoch die Sowjetunion als seinen langjährigen Verbündeten.

## Entwicklung
Anfang 1977 protestierten Tausende von Menschen gegen die Infitah-Politik, nachdem Zuschüsse für Lebensmittel gestrichen wurden.

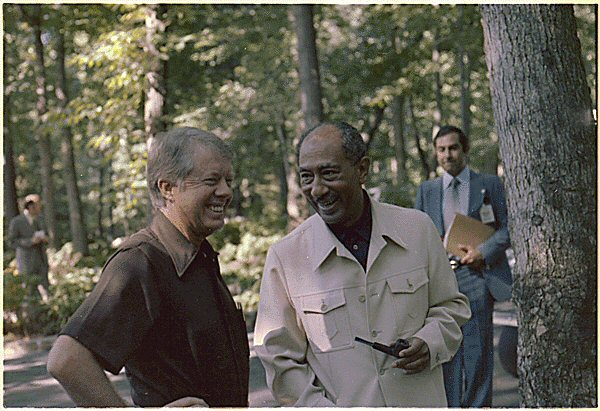
Jimmy Carter und Anwar Sadat in Camp David 1978

Eine Folge der Öffnung gegen Westen waren auch die Camp David Verhandlungen im Jahr 1978, die zur Unterzeichnung des Israelisch-ägyptischen Friedensvertrages im März 1979 führten. Dieser Friedensvertrag beinhaltete die gegenseitige Anerkennung und die Schaffung diplomatischer Vertretungen in den zwei Ländern sowie freien Warenaustausch zwischen beiden Nationen. Israel zog seine Truppen bis April 1982 vom Sinai ab. Ägypten geriet durch diesen Separatfrieden innerhalb der arabischen Welt zeitweilig in Isolation.
Schließlich wurde Sadat am 6. Oktober 1981 während einer Militärparade in Kairo erschossen.